# Departamentos in Uruguay

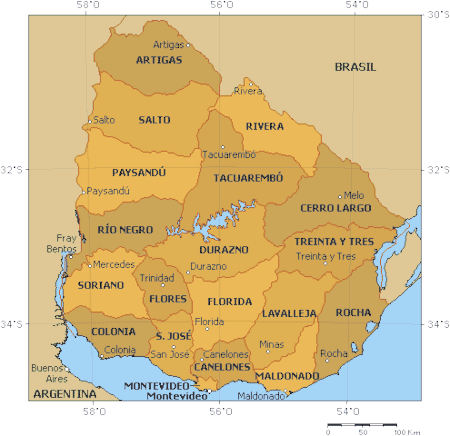
Karte der Departamentos in Uruguay

Departamentos in Uruguay benennt die 19 Departamentos des Staates Uruguay (departamentos, Singular – departamento).
1. Artigas mit der Hauptstadt Artigas wurde im Jahr 1884 als Teil des Departamentos Salto gegründet und ist das einzige Departamento, das sowohl an Argentinien (im Westen) als auch an Brasilien (im Norden und Osten) grenzt.
2. Canelones mit der Hauptstadt Canelones ist eines der ursprünglich sechs im Jahre 1816 gegründeten Departamentos. Der ursprüngliche Name war Villa de Guadalupe.
3. Cerro Largo mit der Hauptstadt Melo wurde im Jahr 1821 gegründet.
4. Colonia mit der Hauptstadt Colonia del Sacramento ist eines der ursprünglich im Jahr 1816 gegründeten sechs Departamentos.
5. Durazno mit der Hauptstadt Durazno wurde im Jahr 1822 gegründet, der ursprüngliche Name war Entre Ríos y Negro.
6. Flores mit der Hauptstadt Trinidad entstand im Jahr 1885 als Teil des Departamentos San José.
7. Florida mit der Hauptstadt Florida wurde 1856 als Teil des Departamentos San José gegründet.
8. Lavalleja mit der Hauptstadt Minas wurde im Jahr 1837 gegründet und hieß bis 1927 Minas.
9. Maldonado mit der Hauptstadt Maldonado ist eines der sechs ursprünglich im Jahr 1816 gegründeten Departamentos, der ursprüngliche Name war San Fernando de Maldonado.
10. Montevideo mit der Hauptstadt Montevideo ist eines der ursprünglich im Jahr 1816 gegründeten Departamentos.
11. Paysandú mit der Hauptstadt Paysandú wurde im Jahr 1820 gegründet.
12. Río Negro mit der Hauptstadt Fray Bentos wurde im Jahr 1868 als Teil des Departamentos Paysandú gegründet.
13. Rivera mit der Hauptstadt Rivera entstand im Jahr 1884 als Teil des Departamentos  Tacuarembó.
14. Rocha mit der Hauptstadt Rocha entstand im Jahr 1880 als Teil des Departamentos Maldonado.
15. Salto mit der Hauptstadt Salto wurde im Jahr 1837 gegründet.
16. San José mit der Hauptstadt San José de Mayo ist eines der ursprünglich im Jahr 1816 gegründeten Departamentos.
17. Soriano mit der Hauptstadt Mercedes ist eines der ursprünglich im Jahr 1816 gegründeten Departamentos, sein ursprünglicher Name war Santo Domingo Soriano.
18. Tacuarembó mit der Hauptstadt Tacuarembó entstand im Jahr 1837.
19. Treinta y Tres mit der Hauptstadt Treinta y Tres entstand im Jahr 1884 als Teil der Departamentos Cerro Largo und Lavalleja. 'Treinta y Tres' ist der Spanische Begriff für Dreiunddreißig. Das Departamento wurde nach den 33 durch Uruguay geehrten Patrioten des 19. Jahrhunderts benannt.